# 각 (데이터 센터)
각(閣)은 강원특별자치도 춘천시 동면 만천리에 위치한 기업 네이버의 데이터 센터이다. 2013년 6월, 54,229m2 부지에 지어진 이 곳은 대한민국 인터넷 기업 가운데 최초로 지어진 자체 데이터 센터이다. 네이버의 자회사 2곳이 이전해 위치한 근접 건물과 함께 묶여 '네이버도시 첨단산업단지'를 이루고 있다.

## 건축물과 활용
수백년간 세계기록유산인 팔만대장경을 보관해온 해인사의 장경각에서 이름과 건축 구조를 따왔다. 이는 기록 유산을 보관해온 장경각처럼 현대의 기록물 중 하나인 데이터를 소중히 보관하자는 의미를 담은 것이다.
건물 구조가 한국 전통 구조를 띠고 있다. 본관에는 서비스통제센터가 위치해 있고, 북관, 서관, 남관에는 총 12만 대의 서버를 수용하고 있다. 서버의 저장 용량은 240PB에 이른다. 건물들은 역시 장경각에서 따온 고동색, 모래색 등 5가지 색깔로 칠해졌다. 친환경적이며 고효율적인 건물을 추구하였다. 서버는 전력을 최소로 사용하고, 35도 이상 고온에서도 최대한 성능을 발휘하도록 설계되었다. 서버 공간 전체에 차폐 시스템을 구축해 냉각 효율을 극대화했으며, 서버를 꽂는 랙 공간의 효율을 높였다.

## 평가
이러한 건축적 노력에 따라 '미국 녹색건축위원회'로부터 녹색건물 인증인 'LEED'의 최고 등급인 '플래티넘'을 획득하였다. 한국에너지공단에 의해 에너지 챔피언에 선정되었으며, 대한민국의 재단법인 '기후변화센터'로부터 '그랜드 리더스 어워드'를 수상하였다.
춘천시청은 이 곳으로 인해 지역 주민이 고용되고 있고, 재산세가 연간 80억 원 이상이 거둬지며, 사회공헌활동도 행해지는 등 춘천시 지역 성장에 기여하고 있는 것으로 평가하고 있다. 하지만 부지 수용 지원과 각종 세금 감면 등 강원도청과 춘천시청이 시설 유치시 제공한 혜택과 인근 땅값을 상승시킨 것에 비하면, 지역의 경제적 효과는 상대적으로 크지 않다는 의견도 존재한다.

## 예정
제2 데이터센터(세종 각)는 세종특별자치시 집현동 2022년 완공이 확정되었다.